# 2214 Carol
2214 Carol este un asteroid din centura principală, descoperit pe 7 aprilie 1953 de Karl Reinmuth.